# Janela imunológica
Janela imunológica é a expressão usada para designar o período que um organismo leva, a partir de uma infecção, para produzir anticorpos que possam ser detectados por exames de sangue. A janela imunológica varia de acordo com o tipo de infecção e sensibilidade do teste utilizado para detectá-la. O problema associado a isso é o fato de que um exame realizado durante a janela imunológica pode apresentar um falso negativo, levando o paciente a crer que não está infectado. A forma correta de lidar com isso é refazendo o exame após o período determinado pela janela imunológica.
No caso do teste de HIV, o período é normalmente de duas a doze semanas. Procedimentos como doação de sangue requerem medidas de prevenção a contaminações que possam vir a ser ocultadas devido à janela imunológica. Entre 2012 e 2013, a Fundação Hemocentro, da capital brasileira, foi condenada a pagar R$ 100 mil de indenização por danos morais a uma paciente contaminada pelo vírus HIV durante realização de transfusão de sangue. A fundação alegou que transfusão ocorreu em agosto de 2001, "sendo que o teste conhecido como Nat, capaz de reduzir a janela imunológica de 22 para 11 dias, só foi homologado no Brasil em julho de 2002, após o reconhecimento da FDA em fevereiro de 2002".
Em dezembro de 2013, o Superior Tribunal de Justiça (resp 1.322.387) negou indenização por infecção por hepatite C, ainda considerando o fenômeno da janela imunológica.